# Cymbopappus pilifer
Cymbopappus pilifer là một loài thực vật có hoa trong họ Cúc. Loài này được (Thell.) B. Nord. mô tả khoa học đầu tiên năm 1987.